# Liolaemus scapularis
Liolaemus scapularis är en ödleart som beskrevs av  Laurent 1982. Liolaemus scapularis ingår i släktet Liolaemus och familjen Tropiduridae. Inga underarter finns listade i Catalogue of Life.